# 2729 Urumqi
2729 Urumqi è un asteroide della fascia principale del diametro medio di circa 18,96 km. Scoperto nel 1979, presenta un'orbita caratterizzata da un semiasse maggiore pari a 2,8884279 UA e da un'eccentricità di 0,0716953, inclinata di 3,17429° rispetto all'eclittica.